# GOM Player
GOM Player（ゴムプレイヤー、Gretech Online Movie Player）は、韓国GOM & Company（GOM & Company）社が開発したメディアプレーヤーである。プロプライエタリなフリーウェアであり、バイナリは無償で配布されている。現在はGOM Media Playerに改称されたが、日本ではこれまで通り「GOM Player」 となっている。
GOMとは熊を意味する韓国語の単語「ゴム」（곰）と上記の略称をかけたものであり、プレイヤーのシンボルマークとして熊の足跡が使用されている。

## 歴史
当初、本家版は朝鮮語と英語の二言語を実装していたが、後に英語版を切り離し、2014年には韓国語、日本語、英語、中国語、台湾語、中国語、ロシア語、スペイン語、タイ語と個別の言語版が存在した。
日本国内だけで累計800万件以上ダウンロードされており、多くのパソコン雑誌などで紹介されている。『週刊アスキー』が発表した「08年度超人気無料ソフトベスト100ランキング」では第1位となった。
2012年11月に登場したv2.1.45.5129ではWindows 8に正式対応する一方でWindows 98が動作対象外となった。
2014年1月、自動アップデートを利用するとコンピュータウイルスに感染する場合があったことが判明し、供給元のグレテックジャパンはアップデートサービスを一時停止した。高速増殖炉「もんじゅ」の事務用PCもこの手口で情報を抜き取られていたことが判明した。
2015年11月16日、日本法人のGRETECH JapanはGOM Playerを含む「GOMソフトウェアの事業終了のお知らせ」を同社サイトに掲載、直後非公開に切り替えている。その後親会社GRETECH Corporationとの協議を経て撤回し、同月27日に日本語版のGOM Player、GOM Audio、GOM Remoteの配布・運営を引き続きGRETECH Japanが行うと発表した（GOM Encoderは販売終了、ライセンスに期限はないがサポートは12月3日で打ち切られた）。
2016年4月にリリースされたGOMlab版の Ver.2.3.0.5248 よりグローバル仕様となり、これまで個々の言語で展開されていたセットアップファイルが統一された。この時点から配布元はGRETECH Japanではなく、GRETECH Corporationとなっている。グローバル版は英語、日本語、中国語(簡体字、繁体字)、ロシア語、スペイン語、タイ語に対応、日本語の公式サイトからもグローバル版が配布されている。
2016年1月より日本版公式サイトの更新が止まっていたが、2016年6月より事業を再開するとのアナウンスが行われた。

## 特徴
GOM Playerは多数のDirectShow Filterを内蔵しており、外部コーデック無しで様々なファイル形式に対応している。360度VR動画の再生もサポートした。DirectShow Filter経由で外部のデコーダーの利用や、CUVID、DXVA2、QSVなどハードウェアによる再生支援も利用可能である。動作は標準的。
GOM Playerはロースペックなパソコンでも比較的滑らかに再生できる。特に軽くはないものの、特に重いわけでもない。
再生時に不足のコーデックがある場合、インストール手順の書かれたオンラインの解説ページに誘導されるので容易に追加できるように初心者でも使いやすいが、自身のフィルタを無効にしたりDirectShow Filterの適用順（メトリック値）をGOM Player利用時に限って変更できるなど再生の柔軟性は高い。不完全であったり破損、ダウンロード途中でインデックス情報に異常のあるファイルも開けるほか、高いシーク性、速度や音声同期タイミングの容易な変更など再生制御に優れている。
内蔵のキャプチャー機能も充実しており、再生した動画の静止画と音声をキャプチャーすることができるほか、Media Player Classicのような動画全編のスナップショット機能もある。Windows 7以降であればタッチ操作が可能となった。
GOM Playerを特徴づける機能として、「カスタムブックマーク」機能を備えている。これは、任意の位置にチャプターを追加できるものである。カスタムブックマークの使えるプレイヤーは徐々に増えているが、名前の設定やサムネイルの埋め込み、シークバー上でのポイント表示といった多機能なブックマークは未だにGOM Playerだけである。
また「ブックマークファイル」（bookmark.xml）はXMLで記述されているため、プレイヤーを起動しなくてもテキストエディタで容易に編集できる。
なおDVDのチャプターは利用可能だがMKVやMP4、ASFなどコンテナベースの埋め込みチャプターには未対応。字幕はDVDやMKV、MP4の内蔵字幕のほかソフトサブにも対応しており、必要に応じてユーザーが自作した字幕ファイルの表示もできる。そのほかスキンやロゴなど今どきのプレイヤーの機能はおおむね備えている。
なお2016年4月にリリースされたGOMlab版の Ver.2.3.0.5248 よりグローバル仕様となり、インストール時にメニュー表示言語の変更が可能となった(インストール後に環境設定画面より切替可能)。
2015年7月29日配布のGOM Player[Ver2.2.73.5235]よりWindows 10に正式対応し、サポートを開始。
区間リピート再生、左右反転、速度調整(0.2～16倍速)、DVD再生など、
各種ショートカットキーの活用により、キーボードでほとんどの主要な操作が可能。
360度動画再生機能により、YouTubeの360度パノラマ動画が再生可能になった。マウスでドラッグまたはキーボードを使用し、上下左右自由に視点を変えながら動画を楽しむことができる。

## 再生サポート
対応メディア形式
ローカルファイル、インターネット上のファイル、音楽CD、DVD-Videoなど
対応コンテナ形式（以下のすべてのコンテナ形式に対応している）
AVI・DMF・ASF・MP4・Ogg・OGM・MKV・QuickTime・FLV・RealMedia・WebM・MPEG-2システムなど
対応コーデック（以下のすべてのコーデックに対応するDirectShow Filterを備えている）
MPEG-4(DivX・Xvid)・MS-MPEG4・WindowsMedia9（VC-1）・H.263・H.264・H.265・Motion JPEG・AAC・MP3・VP8・VP9・Vorbis・ドルビーデジタルなど

## 問題点
公式サイトの更新履歴の不備やアップデートプログラムの表示と実際の最新バージョンにズレがあるなど、メディアプレイヤーとしてはかなりメジャーな存在でありながらいささかお粗末な点が目立つ。

### LGPLライセンスへの違反
2007年8月23日、GOM PlayerはFFmpegプロジェクトのクレジットを提供しておらず訴えられた。GOM PlayerはFFmpegプロジェクトのホームページの恥の殿堂（Hall of Shame）に記載されていた。LGPLのライセンス文のコピーは含まれているため、侵害の正確な本質は広くには知られていない。

### セキュリティ面の不安
広範囲に影響を及ぼした正規のアップデートプログラムによるウイルス感染騒動の前より今に至るまで、インストーラにHao123、Baidu IMEなどマルウェアを含むことで有名な中国製のプログラムを同梱し続けている。またインストール後に表示される広告のリンク先もマルウェアが存在するため、GOM Player自体がセキュリティソフトによって害のあるプログラムとして検出されることも珍しくない。

## 備考
- イースターエッグが存在する。プログラム情報→GOM Playerのロゴ画像をダブルクリックすると「Dodge」という簡単なゲームが現れる。
- Ver2.1.9から、Basic Skinのステータスバーにファイル非再生時のみテキスト広告が表示されるようになった。なお、Default Skinでは表示されない。Ver.2.2以降はデフォルトスキン（GOM 2.2）の画面ロゴにも広告が表示が加わっている（スキンを別のものにするかロゴの差し替えで表示されなくなる）。
- インストール時に、Googleツールバー、Google Chrome、ALYacのインストールを案内されることがある。任意であり、チェックを外せばそれらはインストールされないが、次の画面に進むと戻ってもスキップされ、再表示するにはいったんインストーラを終了するしかない。